# Краковяни (Мазовецьке воєводство)
Краковяни (пол. Krakowiany) — село в Польщі, у гміні Надажин Прушковського повіту Мазовецького воєводства.
Населення — 209 осіб (2011).
У 1975-1998 роках село належало до Варшавського воєводства.

## Демографія
Демографічна структура станом на 31 березня 2011 року:
|          | Загалом | Допрацездатний вік | Працездатний вік | Постпрацездатний вік |
| -------- | ------- | ------------------ | ---------------- | -------------------- |
| Чоловіки | 95      | 23                 | 61               | 11                   |
| Жінки    | 114     | 29                 | 59               | 26                   |
| Разом    | 209     | 52                 | 120              | 37                   |